# Nikolai Nikolajewitsch Iwanow
Nikolai Nikolajewitsch Iwanow (russisch Николай Николаевич Иванов; * 2. Juni 1942 in Atkarsk) ist ein ehemaliger sowjetischer Leichtathlet, der sich auf den Kurzstreckenlauf spezialisiert hatte. Er gewann zwei Silbermedaillen bei Europameisterschaften und eine Goldmedaille bei den europäischen Hallenspielen.

## Sportliche Karriere
Nikolai Iwanow war 1968 sowjetischer Meister im 200-Meter-Lauf.
Bei den Europameisterschaften 1966 in Budapest erreichte Iwanow als einziger Vertreter der Sowjetunion das Finale über 100 Meter. In 10,82 Sekunden belegte er den siebten Platz. Die 4-mal-100-Meter-Staffel mit Edvīns Ozoliņš, Armin Tujakow, Boris Sawtschuk und Nikolai Iwanow qualifizierte sich in 39,8 Sekunden als Vorlaufdritte für das Finale. Im Endlauf siegten die Franzosen, dahinter erreichte die sowjetische Staffel in 39,8 Sekunden als Zweite das Ziel vor den beiden deutschen Staffeln aus West und Ost.
Im März 1967 bei den Europäischen Hallenspielen in Prag gewann die sowjetische 4-mal-zwei-Runden-Staffel mit Nikolai Iwanow, Wassyl Anissimow, Alexander Brattschikow und Boris Sawtschuk vor den Polen und dem Quartett aus der gastgebenden Tschechoslowakei.
1968 bei den Olympischen Spielen in Mexiko-Stadt lief Iwanow zunächst im 200-Meter-Lauf. Mit 20,78 Sekunden erreichte er seine beste Zeit im Vorlauf, es folgten 20,90 Sekunden im Viertelfinale und 20,89 Sekunden im Halbfinale. Für den Finaleinzug waren 20,47 Sekunden gefordert. Die 4-mal-100-Meter-Staffel mit Oleksij Chlopotnow, Jewgeni Sinjajew, Nikolai Iwanow und Wladislaw Sapeja lief im Vorlauf 39,03 Sekunden. Im Halbfinale erreichte die Staffel nicht das Ziel.
Im Jahr darauf bei den Europameisterschaften 1969 in Athen schied Iwanow im Halbfinale über 200 Meter aus. Die Sprintstaffel mit Alexander Lebedew, Wladislaw Sapeja, Nikolai Iwanow und Walerij Borsow lief im Finale 39,40 Sekunden und wurde damit Zweite hinter den Franzosen und vor der tschechoslowakischen Staffel.